# 格德赖
格德赖，是匈牙利巴兰尼亚州所辖的一个村。总面积39.93平方公里，总人口893，人口密度22.4人/平方公里（2011年1月1日）。